# Strada statale 260 Picente
La strada statale 260 Picente (SS 260) è una strada statale italiana che collega L'Aquila con Amatrice tramite il passo di Montereale. 
La strada connette la valle dell'Aterno con la valle del Tronto e, proseguendo lungo la Via Salaria, con il mare Adriatico aggirando a nord i massicci del Gran Sasso d'Italia e dei Monti della Laga. Fino al 1927, anno d'istituzione della provincia di Rieti, l'intero percorso ricadeva nella provincia dell'Aquila, in Abruzzo. 
Larga parte del tratto abruzzese, dalla diramazione dalla SS 80 del Gran Sasso d'Italia fino alla località Piedicolle di Montereale è stato ammodernato tra il 2005 e il 2025 ed è classificato come strada extraurbana secondaria.
Il vecchio tracciato non ammodernato è noto come strada regionale 260 Picente (SR 260), stessa classificazione che aveva il tratto laziale tra il 2002 e il 2016, mentre la variante agli abitati di Pizzoli e Barete era nota come nuova strada ANAS 295 Variante tra Pizzoli e Barete (NSA 295) subito dopo l'apertura al traffico.

## Storia

La Picente negli anni 1910, percorsa da un omnibus della SPA.

La strada statale Picente ha una storia antica essendo stata per secoli l'arteria di riferimento dell'Alto Aterno e, in epoca romana, la principale alternativa alla Via Cecilia (l'attuale strada statale 80 del Gran Sasso d'Italia) al collegamento della città di Amiternum con il mare Adriatico. 
Tra il XIV e il XVIII secolo, la strada consolidò la sua importanza, dapprima come itinerario commerciale tra l'aquilano all'ascolano e in seguito come collegamento tra i vari possedimenti medicei d'Abruzzo.
Negli anni Venti del XX secolo la tratta abruzzese della strada Picente fu affiancata dal percorso della ferrovia L'Aquila-Capitignano che avrebbe dovuto costituire un primo tronco del collegamento ferroviario tra L'Aquila e Teramo, mai realizzato; la ferrovia venne soppressa nel 1935.
Dopo la seconda guerra mondiale, la strada Picente cominciò a perdere importanza, sia per il progressivo spopolamento dei territori attraversati sia per la realizzazione di tracciati alternativi all'attraversamento della dorsale appenninica, come l'autostrada A24 Roma-L'Aquila-Teramo.
Nel 1960 la strada rientrò sotto la competenza dell'ANAS che la denominò “strada statale 260 Picente”, ad evocare l'antico popolo dei Picenti (o Piceni). 
A partire dagli anni Ottanta, l'ANAS cominciò a lavorare al progetto di ammodernamento dell'arteria, noto con il nome di “Superstrada L'Aquila-Amatrice”, ipotizzando di realizzare alcuni tratti in variante per superare le difficoltà orografiche del territorio. Tuttavia i lavori furono avviati solo all'inizio del XXI secolo e procedono ancora oggi. Nel 2005 è stato completato il tratto (lotto I) tra la località Cermone e lo svincolo di Barete, mentre nel 2007 è stato aperto il tratto (lotto II) fino alla località San Pelino di Cagnano Amiterno. Successivamente, tra il 2018 e il 2019, sono stati avviati i cantieri dei lotti III (San Pelino-Marana) e IV (Marana-Montereale) che sono stati completati tra il 2023 e il 2025.
Il tratto tra Montereale e il confine regionale in località Santa Lucia risulta in fase avanzata di progettazione mentre l'ammodernamento della tratta laziale è ancora in fase preliminare.

## Gestione
In seguito al decreto legislativo 31 marzo 1998, n. 112, dal 1º febbraio 2002 la gestione del tratto laziale, ovvero dal km 29,462 al km 48,330, è passata dall'ANAS alla Regione Lazio, che ha ulteriormente devoluto le competenze alla provincia di Rieti. Dal 5 marzo 2007 la società Astral ha acquisito la titolarità di concessionario di tale tratto. Ad ottobre del 2016 la strada è tornata in gestione ANAS ed è stata nuovamente riclassificata come strada statale.

## Percorso
La strada statale Picente attraversa sei comuni abruzzesi (L'Aquila, Pizzoli, Barete, Cagnano Amiterno, Montereale e Capitignano) e uno laziale (Amatrice). Il suo percorso ha origine in località Cermone, nei pressi dell'antica città di Amiternum, al margine nord-occidentale del territorio comunale dell'Aquila; in quel punto, la Picente si distacca tramite rotatoria dalla SS 80 del Gran Sasso d'Italia, a pochi metri dall'inizio della SS 80 dir. Queste due arterie permettono il collegamento con il capoluogo abruzzese, con l'autostrada A24 Roma-L'Aquila-Teramo e la SS 17 dell'Appennino Abruzzese ed Appulo-Sannitico.

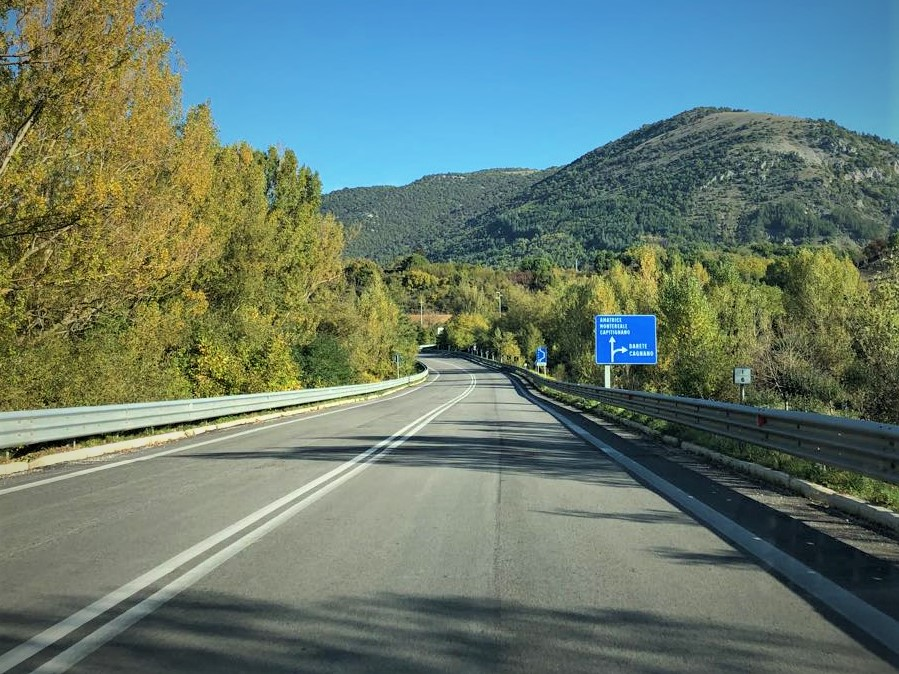
La Picente in corrispondenza dello svincolo di Cagnano Amiterno.

Seguendo il corso del fiume Aterno, e ricalcando in larga parte il percorso della dismessa ferrovia L'Aquila-Capitignano, la Picente attraversa la valle tra Pizzoli e Barete, passando principalmente a distanza dagli abitati e connettendosi con la viabilità locale attraverso tre svincoli a livelli sfalsati e una rotatoria, quest'ultima realizzata nel 2019, a servizio dell'area industriale-artigianale di Pizzoli. Al confine tra i comuni di Barete e Cagnano Amiterno si trova l'ultimo svincolo a livelli sfasati mentre una rotatoria in corrispondenza della località San Pelino consente l'accesso alle frazioni di valle di Cagnano Amiterno.
Con l'ingresso nelle gole situate tra Cagnano Amiterno e Marana, l'andamento della strada diventa molto più tortuoso: in questa tratta, gli interventi di ammodernamento hanno consentito la realizzazione di tre gallerie (San Pelino, Madonna del Viaggiatore e Marana, quest'ultima di lunghezza pari 1 148 metri) per evitare il passaggio all'interno dei centri abitati. 
Con il superamento della galleria Marana, la Picente arriva nella conca di Montereale. Dopo uno svincolo a raso in corrispondenza della località Casale d'Abruzzo, una rotatoria consente l'accesso meridionale al centro del paese, alle frazioni di Busci e Ville di Fano, nonché al collegamento con la ex SS 471 (ora SR 471) che, attraversando Borbona, si ricollega alla SS 4 Via Salaria in corrispondenza di Posta. Da questo punto, il nuovo tracciato ammodernato si distacca dal percorso originario della strada per sovrapporsi a quello della ex SP 4 della Molinella, aggirando a sud il colle di Montereale. Altre due rotatorie consentono l'accesso alle località Piedicolle e San Giovanni Paganica, prima dell'immissione sulla ex SP 106 che conduce a Capitignano.
Tramite la viabilità locale, si raggiunge la località Colle Calvo dove è possibile reimmettersi sul tracciato storico della Picente che prosegue il suo percorso toccando tutte le frazioni settentrionali di Montereale (Cavallari, Cavagnano, San Vito, Aringo e Santa Lucia) fino a raggiungere il passo di Montereale a 1 040 metri d'altitudine: secondo alcune fonti, il passo segnerebbe il confine tra l'Appennino abruzzese e l'Appennino umbro-marchigiano mentre altre fonti ritengono che tale confine sia localizzato più a nord, in corrispondenza del passo della Torrita.
Si entra così nella provincia di Rieti e si lambiscono i centri di Roccapassa, Cornelle, Configno e Collemagrone fino alla ripida salita che porta alla città di Amatrice da dove si dirama la ex SS 577 del Lago di Campotosto. La strada prosegue con il nome di Corso Umberto I nel centro storico della città per poi ridiscendere verso il lago di Scandarello dove, in località Filetto, si trovava il vecchio punto di innesto tra la Picente e la Salaria; in seguito alla costruzione della variante a scorrimento veloce della Salaria (completato negli anni Settanta) il percorso della Picente è stato prolungato per ricomprendere anche il tratto — precedentemente parte integrante della Salaria — tra Filetto e il nuovo svincolo di Amatrice in località Santa Giusta.

### Tabella percorso
| Picente Tratto di strada extraurbana secondaria (SS 80 - Piedicolle di Montereale) |                                                  |           |           |                                 |
| Tipo                                                                               | Indicazione                                      | ↓km↓      | Provincia | Note                            |
|                                                                                    | del Gran Sasso d'Italia L'Aquila - Roma - Teramo | 0,0       | AQ        |                                 |
|                                                                                    | Pizzoli - Cavallari                              | 0,9       | AQ        |                                 |
|                                                                                    | Zona industriale-artigianale                     | 1,8       | AQ        |                                 |
|                                                                                    | Pizzoli                                          | 3,3       | AQ        |                                 |
|                                                                                    | Barete                                           | 5,0       | AQ        |                                 |
|                                                                                    | Viadotto Aterno II Aterno                        | 5,2       | AQ        |                                 |
|                                                                                    | Viadotto Aterno I Aterno                         | 6,0       | AQ        |                                 |
|                                                                                    | Barete - Cagnano Amiterno                        | 6,3       | AQ        |                                 |
|                                                                                    | Viadotto Rio Madonna                             | 6,7       | AQ        |                                 |
|                                                                                    | San Pelino                                       | 8,5       | AQ        |                                 |
|                                                                                    | Galleria San Pelino                              | 8,7 8,9   | AQ        |                                 |
|                                                                                    | San Pelino                                       | 9,3       | AQ        | solo in uscita in direzione sud |
|                                                                                    | Galleria Madonna del Viaggiatore                 | 10,0 10,1 | AQ        |                                 |
|                                                                                    | viabilità locale                                 | 10,8      | AQ        | solo in direzione nord          |
|                                                                                    | Cagnano Amiterno                                 | 11,2      | AQ        |                                 |
|                                                                                    | viabilità locale                                 | 11,9      | AQ        | solo in direzione nord          |
|                                                                                    | viabilità locale                                 | 12,2      | AQ        | solo in direzione nord          |
|                                                                                    | Marana                                           | 13,1      | AQ        |                                 |
|                                                                                    | Galleria Marana                                  | 13,3 14,5 | AQ        |                                 |
|                                                                                    | Viadotto Mogliette Aterno                        | 14,6      | AQ        |                                 |
|                                                                                    | Marana                                           | 15,0      | AQ        | solo in direzione sud           |
|                                                                                    | Casale d'Abruzzo                                 | 15,3      | AQ        |                                 |
|                                                                                    | Viadotto Valle Salcia                            | 15,7      | AQ        |                                 |
|                                                                                    | Busci - Montereale di Leonessa - Borbona         | 16,4      | AQ        |                                 |
|                                                                                    | Piedicolle                                       | 17,5      | AQ        |                                 |
|                                                                                    | Viadotto Piedicolle Aterno                       | 17,7      | AQ        |                                 |
|                                                                                    | Viadotto Rio Riano                               | 18,2      | AQ        |                                 |
|                                                                                    | Castel Paganica                                  | 18,2      | AQ        |                                 |
|                                                                                    | Montereale - Capitignano - Amatrice - Campotosto | 18,7      | AQ        |                                 |
|                                                                                    | Capitignano                                      | 18,7      | AQ        | in progettazione                |
|                                                                                    | Marignano Santuario della Madonna In Pantanis‎    | 19,5      | AQ        | in progettazione                |
|                                                                                    | Cavallari - Colle Marignano                      | 20        | AQ        | in progettazione                |
|                                                                                    | Cesariano - San Vito                             | 20,95     | AQ        | in progettazione                |
|                                                                                    | Galleria                                         |           | AQ        | in progettazione                |
|                                                                                    | Aringo - Santa Lucia                             | 24,41     | AQ        | in progettazione                |
|                                                                                    | Roccapassa                                       | 25,46     | AQ        | in progettazione                |

## Strada statale 260 dir Picente
La strada statale 260 dir Picente (SS 260 dir) è una strada statale italiana che collega la SS260 dalla località Marana, nel comune di Montereale, al passo delle Capannelle, sulla SS 80. Il percorso è quello delle ex SP 4 della Molinella (3,680 km) e della SP 106 delle Capannelle (12,230 km), prese in gestione da ANAS il 5 settembre 2018.